# 第56回朝日新聞社杯競輪祭
第56回朝日新聞社杯競輪祭は、2014年11月21日から24日まで、小倉競輪場で行われた競輪のGI競走である。

## KEIRINグランプリ2014への道のり
当大会は、当年12月30日に岸和田競輪場で行われる、KEIRINグランプリ2014の出場権をかけた最後の一戦となる。当大会開幕直前までに、同レースへの優先出場権を得た選手は以下の5名。
|          |                                                   | 競輪祭             |
| 村上博幸 | 第29回読売新聞社杯全日本選抜競輪 優勝             |                    |
| 村上義弘 | 第67回日本選手権競輪 優勝                         |                    |
| 稲川翔   | 第65回高松宮記念杯競輪 優勝                       | 不出場（斡旋処置） |
| 深谷知広 | 第23回寬仁親王牌・世界選手権記念トーナメント 優勝 | 欠場（負傷）       |
| 武田豊樹 | 第57回オールスター競輪 優勝                       |                    |

残る4名は、当大会の優勝者ないし、当年11月24日時点における賞金獲得額上位者から選出される以下の1名が賞金獲得額上位者として出場を確定させている（賞金獲得額順位は当年当大会開幕直前時点による）。
- 浅井康太 - 賞金獲得額 第4位

以上の前提に立ち、実質的に決勝戦が行われるまでに残った椅子は3名。そして残る3名の争いは、
- 神山雄一郎 - 同　第6位
- 岩津裕介 - 同  第7位
- 新田祐大 - 同 第8位
- 金子貴志 - 同 第10位
- 平原康多 - 同 第12位

の5名に加え、下記に記した決勝戦に進出したメンバーということになった。このうち、賞金獲得額上位の神山は決勝戦に進出した段階で完走を条件にグランプリ出場を確定させた。
よって、当年11月23日に行われた準決勝終了時点では、実質的に残る2名が未決定となっていたが、決勝戦のメンバーの中で、グランプリの出場権を確定させているのは、優先出場権を得ている武田と、獲得賞金上位者として確定させている浅井、神山の3人だけ。よって、残る2名の選手の選出については、以下のシミュレーションが考えられた。
1. 優先出場権の武田、獲得賞金上位者の浅井、神山の3名のいずれかが優勝した場合、最終日の特選に出場する賞金獲得額 第7位岩津が落車あるいは失格した場合を除いて確定し、賞金獲得額 第10位金子は3着までに入れば確定するが、4着以下だと最終日の特別優秀に出場する賞金獲得額 第8位新田に出場権を奪われることになる(12位平原が2着だった場合は平原が確定となる可能性もある)。
2. 賞金獲得額 10位の金子が優勝及び連覇した場合、金子と岩津の2人が確定となる(但し競走棄権あるいは失格だった場合、12位平原が2着になれば確定するが、3着以下だと8位新田が確定)。
3. 賞金獲得額 12位平原を含む上記以外の5選手のいずれかが優勝した場合、当該選手がまず確定し、10位金子は2着に入れば確定するが、3着以下だと7位岩津に出場権を奪われることになる。

以上の件を踏まえて行われたのが決勝戦である。

## 決勝戦

### 競走成績
- 11月24日（月）[5]
- 誘導員…北津留翼（福岡）

| 着順 | 車番 | 選手       | 登録地 | 着差     | 決まり手 | 上がり(秒) | H/B | 特記 |
| ---- | ---- | ---------- | ------ | -------- | -------- | ---------- | --- | ---- |
| 1    | 7    | 平原康多   | 埼玉   |          | 差し     | 11.2       |     |      |
| 2    | 3    | 武田豊樹   | 茨城   | 1/2車身  | 逃げ     | 11.4       | HB  |      |
| 3    | 4    | 神山雄一郎 | 栃木   | 1/8車輪  |          | 11.1       |     |      |
| 4    | 5    | 浅井康太   | 三重   | 1/2車輪  |          | 11.0       |     |      |
| 5    | 9    | 木暮安由   | 群馬   | 微差     |          | 11.0       |     |      |
| 6    | 8    | 稲垣裕之   | 京都   | 1/4車輪  |          | 11.2       |     |      |
| 7    | 1    | 金子貴志   | 愛知   | 3/4車輪  |          | 10.9       |     |      |
| 8    | 6    | 佐藤友和   | 岩手   | 1/2車輪  |          | 10.6       |     |      |
| 9    | 2    | 山崎芳仁   | 福島   | 1車身1/2 |          | 10.9       |     |      |

### 配当金額
| 枠番二連勝複式 | 3=5   | 1000円 |
| 枠番二連勝単式 | 5-3   | 1540円 |
| 車番二連勝複式 | 3=7   | 760円  |
| 車番二連勝単式 | 7-3   | 1530円 |
| 三連勝複式     | 3=4=7 | 1010円 |
| 三連勝単式     | 7-3-4 | 3370円 |
| ワイド         | 3=7   | 380円  |
| ワイド         | 4=7   | 160円  |
| ワイド         | 3=4   | 460円  |

### レース概略
関東勢ペースの中、最終2角での稲垣の捲りは、木暮と平原が完全に牽制。直線で武田の番手から平原が抜け出し、5年ぶりの競輪王に輝きグランプリの切符を獲得。2着以下は横並びとなったが、2着が武田、3着が両者の中を割ってきた神山と、関東の3人が表彰台を独占した。 
なお、金子が7着に終わった結果、岩津裕介のグランプリ初出場も決定した。

## その他
- 決勝戦の地上波中継は、「第56回 朝日新聞社杯競輪祭（ＧI）決勝戦」テレビ東京《TXN系列6局ネット》[7]。

- 目標額は110億円だったが、四日間の総売上は98億8147万7100円[8][9]。最終日の不振が響いて、目標額を大幅に下回った。

### 競走データ
- 5月1日から3か月間（当大会の選考期間3 - 8月の半分）レース出場を自粛していた「選手会脱退問題（SS11）」に関与した選手を対象に、当大会限定で、最低出走回数を18へと減らす措置がなされた[10]（競輪関係3団体の特別競輪部会[11]）。それにより、従来の24走をクリアしておらずS級S班でない村上博幸、佐藤友和、武田豊樹の3選手の出場が可能となった。また、渡邉一成は「オリンピック、世界選手権およびワールドカップなど国際大会への出場による場合」により出場権を得た[12][13]。